# Cuộn giấy thứ bảy
Cuộn giấy thứ bảy (tiếng Anh: The Seventh Scroll) là một cuốn tiểu thuyết của nhà văn Wilbur Smith được xuất bản lần đầu vào năm 1995. Đây là một phần trong loạt tiểu thuyết về Ai Cập cổ đại của Smith và theo sau sự khai thác hành trình của nhà thám hiểm Nicholas Quenton-Harper và tiến sĩ Royan Al Simma. Ngôi mộ của Tanus là trọng tâm của tác phẩm được đề cập đến trong một cuốn tiểu thuyết khác của tác giả, Sông Thiên Chúa.
Cuốn tiểu thuyết đã được chuyển thể thành một bộ phim ngắn 3 phần vào năm 1999.

## Tóm tắt tác phẩm
Cuốn sách này được mở đầu theo sau hành trình của nhà thám hiểm Nicholas Quenton-Harper và cuộc sống yêu thích của anh ta, tiến sĩ Royan Al Simma, khi họ khám phá ngôi mộ của Tanus.
Duraid Al Simma và vợ Royan giải mã cuộn thứ bảy từ ngôi mộ của Lostris. Họ bị tấn công và công việc nghiên cứu khảo cổ của họ bị đánh cắp. Duraid bị sát hại dã man, nhưng Royan đã trốn thoát. Royan tới Anh quốc và thuyết phục một người bạn cũ của Duraid, tên là Nicholas, về sự tồn tại của kho báu trong lăng mộ của Pharaoh Mamose. Họ cùng nhau đi đến Ethiopia sau những manh mối do Taita đặt ra.
Khi cặp đôi hành trình khám phá cùng nhau, họ phát triển tình cảm với nhau. Họ tìm thấy vị trí của ngôi mộ, nhưng bị tấn công bởi nhóm Pegasus,bí mật theo sau những nỗ lực của Royan. Công việc của Royan và Nicholas bị đánh cắp.
Cuốn sách tiết lộ rằng nhóm Pegasus thuộc sở hữu của Herr von Schiller, một nhà sưu tập người Áo tàn nhẫn. Với sự giúp đỡ của người đàn ông tay phải Jake Helm, Đại tá Nogo, và những trợ lý cũ của Duraid dưới sự chỉ huy của ông, ông đã có được một lực lượng mạnh mẽ sẵn sàng để đi đến độ dài cực đoan.
Đại tá Nogo được giao nhiệm vụ dẫn Royan và Nicholas ra khỏi con đường của họ và trợ lý của Duraid phụ trách khai thác các tác phẩm mà Nicholas và Royan phát hiện, trong khi Jake Helm cung cấp cho họ các cơ sở của Pegasus.
Với sự giúp đỡ của một người bạn cũ của Nicholas, Mek Nimmur, Nicholas và Royan lẻn vào Ethiopia với trang thiết bị để tìm kiếm kho báu. Đi cùng họ là một ngư dân già để giúp đỡ nhiệm vụ của họ.
Với những gián điệp của Herr Von Schiller đang quấy rầy xung quanh căn cứ của Nicholas và Royans, làm sao mà Nicholas và Royan tìm được ngôi mộ và thoát khỏi von Schiller tạo nên phần còn lại của cuốn tiểu thuyết.

## Marketing
Cuốn sách là một tiểu thuyết từng bán chạy nhất ở Mỹ.